# 大願寺 (富士見市)
大願寺（だいがんじ）は、埼玉県富士見市にある曹洞宗の寺院。

## 歴史
1988年（昭和63年）に開山された。元々は東京都文京区にある江岸寺の別院として創建された。そして1993年（平成5年）に5年間にわたる地元の布教活動という実績を背景に「大願寺」として独立を果たし、宗教法人として認証された。1995年（平成7年）には、納骨堂「瑞光堂」を設けている。
境内には、広島県廿日市市の厳島神社から勧請した弁天堂、東京都北区の王子稲荷神社から勧請した稲荷社がある
比較的新しい寺院であることから、バリアフリーの設計がなされており、車椅子に乗ったまま堂宇に入ることが可能である。

## 交通アクセス
- 路線バス護国寺停留所より徒歩10分。